# Turkije op de Olympische Zomerspelen 1928

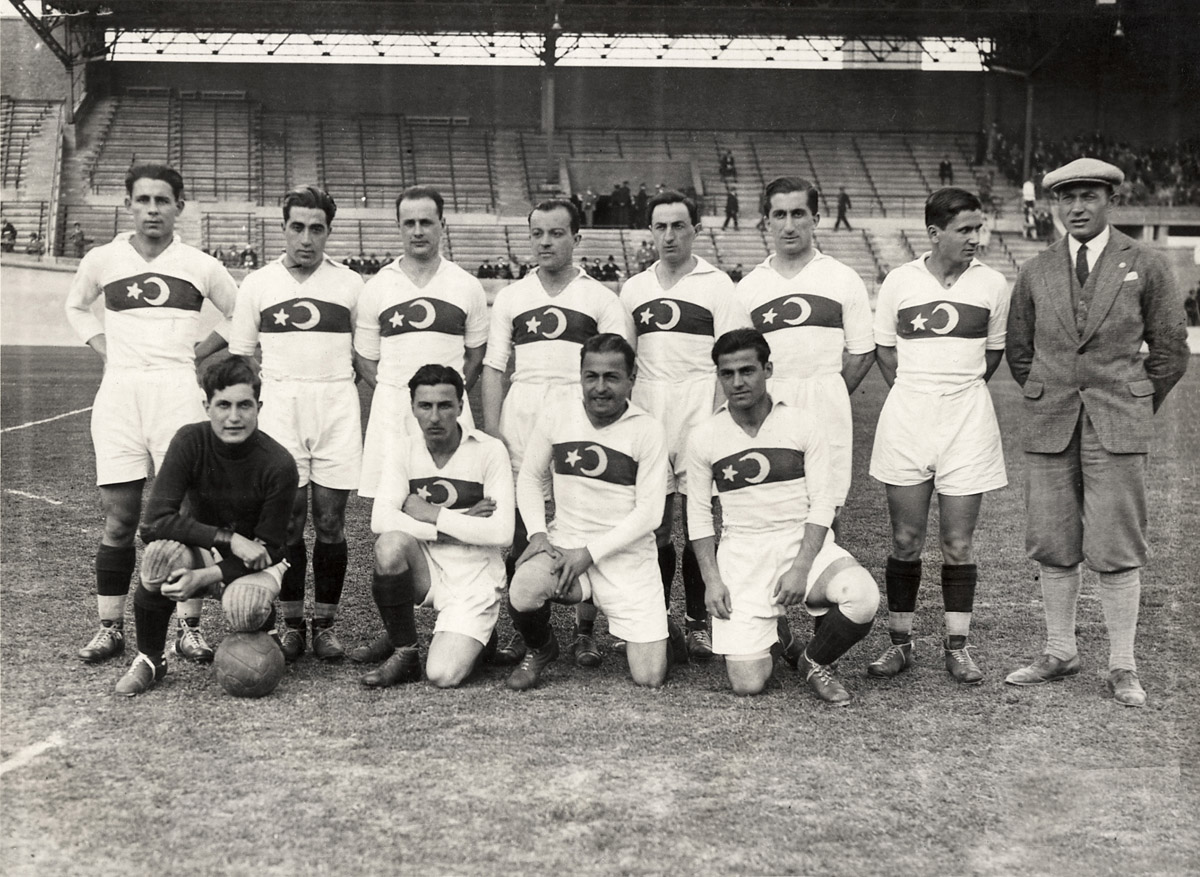
Turks voetbalteam tijdens de Olympische Zomerspelen 1928

Turkije nam deel aan de Olympische Zomerspelen 1928 in Amsterdam, Nederland. Opnieuw werden geen medailles gehaald, maar er was wel voor het eerst een vierde plaats te vieren. Tayyar Yalaz slaagde hierin bij het Grieks-Romeins worstelen tot 67 kg.

## Resultaten per onderdeel

### Atletiek
Mannen 100 m flat
- Mehmet Ali T. - Voorronde (1e ronde) 5e series, uitgeschakeld
- Semih Turkdogan - Voorronde (1e ronde) 6e series, uitgeschakeld
- Sinasi Sahingiray - Voorronde (1e ronde) 10e series, uitgeschakeld
- Enis H. - Voorronde (1e ronde) 16e series, uitgeschakeld

Mannen 800 m flat
- Ömer Besim Kosalay - Voorronde 6e series, uitgeschakeld

Mannen 1500 m flat
- Ömer Besim Kosalay - Voorronde 4e series, uitgeschakeld

Mannen hardlopen hoogspringen
- Haydar S. - Voorronde 3e series, 1.70 m

Mannen 400 m estafette
- Mehmet Ali T., Semih Turkdogan, Sinasi Sahingiray, Enis H., Ömer Besim Kosalay - Voorronde 3e series, uitgeschakeld

### Gewichtheffen
Vedergewicht
- Cemal Ercman - 262.5 kg 8e plaats

### Schermen
Mannen sabres individueel
- Nami D. - Voorrondes 4e groep, 6e plaats
- Muhiddin Okyavuz - Voorrondes 5e groep, 5e plaats
- Enver E. - Voorrondes 8e groep, 7e plaats

Mannen sabel team
- Fuat E., Enver E., Muhiddin Okyavuz, Nami D. - Halve finale 2e groep, 4e plaats

### Voetbal
Het voetbalelftal werd verslagen met 7-1 door Egypte op 28 mei 1928. Voor Turkije scoorde Alaeddin. Voor Egypte waren dit Moktar El-Tetch (3x), Gamil El-Zobair (1x), Mohamed Houda (2x) en Ali Reyadh (1x).
Team: Muhlis S., Ulvi Z., Burhan I., Şükrü H., Osman S., Alaeddin E., Nafız O., Latif Y., Cevad R., Mehmet S., Kemal F., Kadri D., Nihat A., Sabih M., Bedri H., Bekir R., Zeki R., İsmet S., Feyzi R., Şevki M.

### Wielersport
Baanwedstrijden
1 km tijdrit
- Galip A - 1.22.3 14e plaats

1 km scratch
- Cavit A - Requalifying races 4e series, uitgeschakeld

4 km achtervolging
- Galp A., Yunus I., Cavit A., Tacettin C. - Voorronde (1e ronde) 3e series, uitgeschakeld

### Worstelen
Mannen Grieks-Romeins 
Bantamgewicht (- 58 kg)
- Burhan Conker - 2e ronde, uitgeschakeld

Vedergewicht (58 - 62 kg)
- Saim Arikan - 4e ronde, uitgeschakeld

Lichtgewicht (62 - 67,5 kg)
- Tayyar Yalaz - 4e plaats

Middengewicht (67.5 - 75 kg)
- Nuri Boytorun - 4e ronde, uitgeschakeld

Halfzwaargewicht (75 - 82,5 kg)
- Şefik A. - 2e ronde, uitgeschakeld

Zwaargewicht (+ 82,5 kg)
- Mehmet Coban - 3e ronde, uitgeschakeld

Argentinië · Australië · België · Brits-Indië · Bulgarije · Canada · Chili · Cuba · Denemarken · Duitsland · Egypte · Estland · Filipijnen · Finland · Frankrijk · Griekenland · Groot-Brittannië · Haïti · Hongarije · Ierland · Italië · Japan · Joegoslavië · Letland · Litouwen · Luxemburg · Malta · Mexico · Monaco · Nederland · Nieuw-Zeeland · Noorwegen · Oostenrijk · Panama · Polen · Portugal · Roemenië · Spanje · Tsjecho-Slowakije · Turkije · Uruguay · Verenigde Staten · Zuid-Afrika · Zuid-Rhodesië · Zweden · Zwitserland